# Manele
Manele (del romanès, fem. sg. manea ; pl. manele, la forma plural és la més comuna) és un gènere de folk-pop.
El manele es pot dividir en manele clàssic i manele modern. El clàssic és un gènere derivat del turc interpretat per lăutari (cantants) de manera lăutărească (en banda de música), mentre que el manele modern és una barreja d'elements turcs, grecs, àrabs, búlgars i serbis, que utilitzen generalment instruments i ritmes moderns (electrònics).
Estils de música similars també són presents en altres zones balcàniques, com Bulgària, Sèrbia, Montenegro, Albània, Bòsnia, Grècia i Turquia i amb expatriats i emigrants originaris d'aquestes regions. Els gèneres relacionats són el bulgar Chalga (el manele que els visitants romanesos porten a Bulgària es denomina "txalga romanesa"), el grec modern skiladiko i el turbo-folk serbi, cadascun dels quals és una barreja d'influències populars gregues, búlgares i sèrbies sobre una melodia popular.

## Història
Les primeres referències als termes manea i manele apareixen en textos romanesos de finals del segle xviii i principis del XIX, durant el període de la sobirania turca sobre els principats romanesos, com un gènere de música de ball portat pels fanariotes des d'Istanbul. Aquest ball no tenia text. En la dècada de 1960 aparegué un tipus de lăutarească manea, afegint textos a la geampara, un tipus de gènere musical d'origen turc.
El manele modern es va originar als anys vuitanta i principis dels noranta com a traduccions clandestines i imitacions de cançons turques i àrabs. Un conegut cantant de manele romanès, Adrian Copilul Minune, el remunta a un gènere conegut com a "turceasca" (turc).
El gènere ha estat sacsejat per acusacions de plagi diverses vegades, amb cantants de manele que han adaptat cançons populars de Grècia, Bulgària i Turquia, sense donar-hi el mèrit degut. Les acusacions van augmentar sobretot després que l'èxit "De ce mă minţi" ("Per què em menteixes?") resultés ser una mera portada de la cançó "M'agapas" / "Ah kardoula mou" de Despina Vandi. Altres acusacions de plagi van envoltar una coneguda pista de cantant de manel anomenada "Supărat" ("Trastornat") que tercers van demostrar que era plagiat d'una cançó croata (Umoran de Jasmin Stavros). Tot i que aquesta cançó no era tècnicament una manea, va impulsar la controvèrsia entorn d'aquest gènere musical i la imatge de Romania. La majoria de canals de ràdio i televisió o mitjans de comunicació boicoteigen la música de manele.

## Característiques
Manele és una barreja de folk romanès "oriental" i música pop contemporània amb bases amb influències balcàniques. Les lletres solen fer referència a temes d'amor, enemics, diners, alcoholisme i dificultats de la vida en general, o algunes de les cançons estan específicament dedicades a festes, casaments, funerals, etc. L'estil manele conté objeccions a la primitiva música i el baix rendiment.

## Temàtica i estil
L'estil manele és molt criticat pel seu contingut líric, que sovint consisteix a presumir de la suposada atracció sexual, intel·lecte, riquesa, estatus social i superioritat del cantant sobre els anomenats "enemics". Molts cantants fan servir males gramàtiques, rimes repetitives i simplistes adequades per cantar i, de vegades, són vulgars i misògins. De vegades, els cantants fan sons cridaners durant les parts instrumentals de les seves cançons, un aspecte que s'ha parodiat moltes vegades.
Alguns manelers també tenen vídeos musicals, molts dels quals són de mala qualitat, mentre que altres s'enregistren en discoteques o durant festes privades.
Els compositors i intèrprets de manele també empren el terme "música oriental" o "música de festa" per a la seva creació, i consideren la seva música un subgènere de la música tradicional gitana tradicional.
La música tradicional gitana es sol tocar amb instruments clàssics per una banda en directe (taraf) de músics i té lletres clàssiques, mentre que el manele sol ser cantat per un sol intèrpret que utilitza instruments moderns (generalment sintetitzadors) com a còpia de seguretat. La majoria de manele es graven en petits estudis de gravació, propietat del propi cantant o d'un grup de cantants, ja que les principals discogràfiques es neguen a contractar-los. Tot i això, hi ha algunes excepcions: per exemple, Stana Izbaşa i Nicu Paleru canten en directe, sovint amb instruments tradicionals.

## Etimologia i ús
La paraula "manea" és d'origen turc: mâni és una forma de cançó popular turca, en forma de quatrenes. La paraula "manea" és la forma singular i fa referència a la peça musical pròpia, ja que pertany al gènere Manele. L'accent es posa a la segona síl·laba: maneá.
La versió plural, més utilitzada, manele, fa referència a:
- el gènere musical (per exemple: "escolto manele "), en romanès: "Ascult Manele ".)
- dues o més cançons Manea (per exemple: "Quines són les últimes manele (cançons) que coneixes?", en romanès: "Care sunt cele mai noi manele pe care le ştii?)

La forma adjectiva de la paraula és manelista, que de vegades s'utilitza en romanès amb una forma figurativa pejorativa.

## Moda Manele
Els manelistes han creat una imatge diferent a l'escena musical romanesa mostrant el seu propi estil de moda. Molts dels manelistes utilitzen estils luxosos i casuals, fins i tot underground, combinats per formar la moda específica del manele. La roba típica pròpia inclou joies cridaneres i marques de roba de luxe (com Versace, Armani o Dolce & Gabbana) o algunes marques esportives (especialment Nike). Aquestes marques són una part important de la cultura del manele, i fins i tot apareixen de vegades a les lletres.

## Opinió pública
Els manele són un gènere fortament disputat a Romania, amb molts representants de la classe mitjana-alta i intel·lectual romanesa que s'oposen a aquest moviment musical (i la seva popularització) sobretot pel seu ús de gramàtica defectuosa, lletres i temes excessivament simplistes o infantils i foment de conductes degradants cap a altres persones, així com un missatge general antisocial. El fet que molts considerin que les lletres de manele són maleducades i de mal gust, juntament amb sentiments racistes generalitzats contra ètnies gitanes (Țigani / Gypsies), que representen la major part dels intèrprets de manele, ha provocat una creixent hostilitat entre els fans i oponents. Això ha generat conflictes freqüents entre tots dos, sovint en forma de guerres de flames a internet.
Als mitjans de comunicació, els periodistes i acadèmics (com el crític literari George Pruteanu) han qualificat repetidament les maneles de pseudomúsica, "pura estupidesa, incultura i bla bla" o fins i tot "més humit de la societat". C. Tepercea, membre de la Junta Nacional d'Audiovisuals que va fer un estudi sobre el gènere per a la junta, el va considerar "el gènere per a persones amb discapacitat mental" en una entrevista. Fins i tot hi ha hagut propostes per a prohibir aquest tipus de música.
El músic i polític clàssic romaní-romanès Mădălin Voicu distingeix entre el gènere original i els intèrprets actuals, anomenant la seva obra "kitsch i mal gust", "mala mercaderia, fàcil de cantar i només venuda als ximples a un preu elevat", però els considera com a gènere "nociu", "simple música i danys cerebrals", "una representació de la manca de cultura musical a la societat" i "una moda desapareixerà en el futur".
El professor romanès-americà Cezar Giosan compara a més el gènere en un article de Dilema Veche amb les primeres etapes del rock-and-roll (i Elvis), el rap i el reggaeton inicials, la música que parteix de les classes marginades de la societat classes superiors per la simple raó del seu origen, només per explotar més endavant. El mateix professor considera que el gènere és una forma d'originalitat que ve de baix, amb els cantants que tenen un talent genuí (tot i que aspre i sense educació) en la música, en què les lletres només són un reflex de necessitats humanes bàsiques i senzilles.
En una línia similar, Sorin Adam Matei, professor associat de comunicació a la Universitat de Purdue, als Estats Units, afirmava en un article d'opinió per a Evenimentul Zilei que el manele és un gènere crioll, una música senzilla, però viva, generada per la trobada de moltes cultures, això té l'oportunitat de tenir èxit com a estil cultural si es poleix i "neteja". Tots dos consideren que el manele és una valuosa representació de la cultura popular romanesa i els agradaria que es fomentés. El famós violinista romaní-romanès Florin Niculescu va dir que els cantants de manele tenen talent, però que no tenen educació musical.
A les cadenes de televisió romaneses, els intèrprets de manele i llur música es veuen especialment a les cadenes de televisió especialitzades en aquest gènere, com ara Taraf TV o Manele TV.

## Prohibició
El manele ha estat prohibit en algunes ciutats de Romania en transport públic, taxis o festivals.

## Intèrprets destacats

### Pre 1984: Manele lăutăreşti
- Brothers Gore (Aurel i Victor Gore): manele instrumental
- Gabi Luncă
- Romica Puceanu

### 1984–1991: primer manele modern (afegint so electrònic)
- Azur (vocalista: Nelu Vlad): la primera banda que utilitza ritmes electrònics
- Albatros (vocalista: Iolanda Cristea aka Naste din Berceni)
- Genèric (vocalista: Dan Ciotoi)
- Miracol C (vocalista: Cezar Duţu aka Cezarică)
- Odeon (vocalista: Costel Geambaşu)

### 1992-2004: període post-revolució
- Dan Armeanca - considerat el padrí del pop gitano
- Adrian Minune (abans com a Adrian Copilul Minune, Adi de Vito)
- Costi Ioniță
- Carmen Şerban

### 2004 – actualitat: manele contemporani
Entre els artistes més populars hi ha Florin Salam, Nicolae Guță, Vali Vijelie, Sandu Ciorba i DeSanto.